# 三式彈

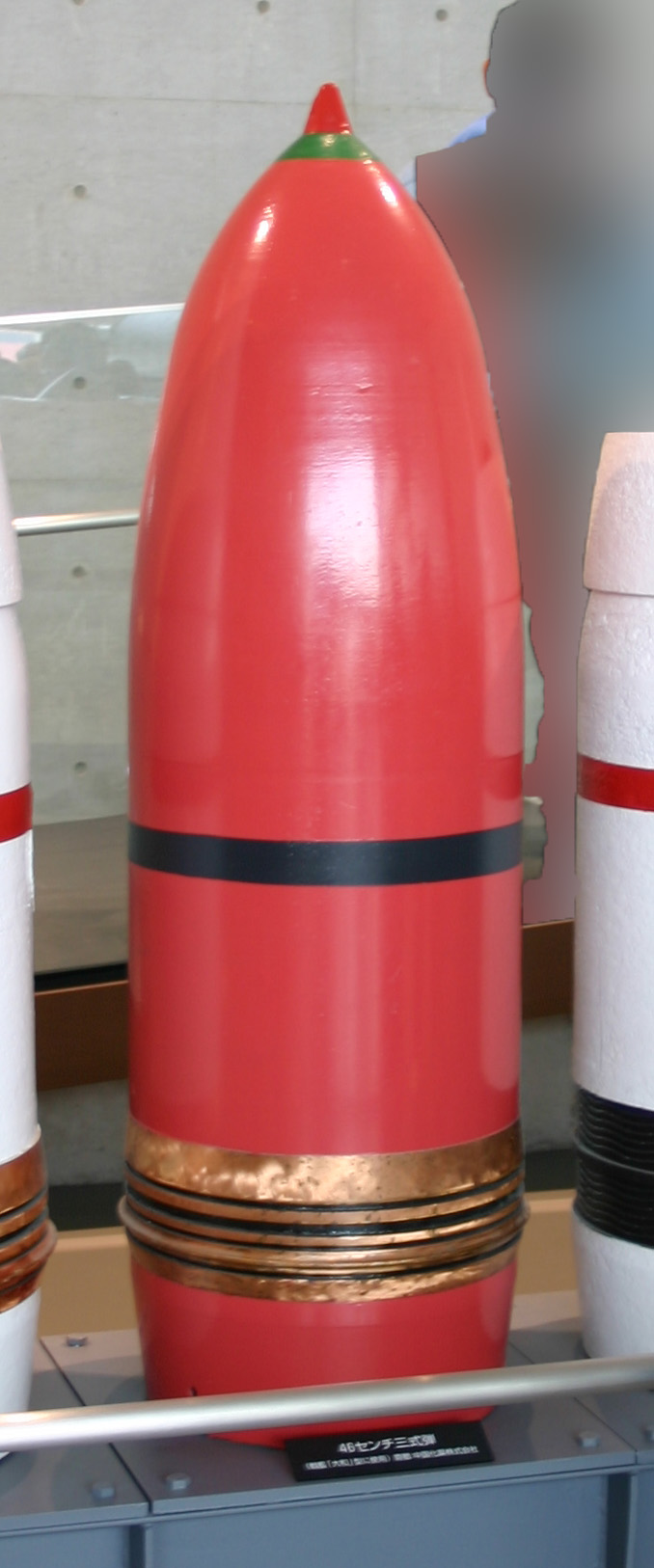
三式彈

三式通常彈。外界通稱三式彈（さんしきだん），是大日本帝國海軍為戰艦和巡洋艦開發的對空砲彈，又稱為三式燒霰彈。這是日本在技術落差下為了彌補防空火力所設計的榴霰彈，除了日軍戰艦主炮（包含356、410、460公厘），配賦三式彈最小口徑的版本是驅逐艦用，為直徑127公厘。
大和級上主炮所配賦運用的46公分規格三式彈長1.6公尺、重量1,360公斤，內裝有1,056個小型燃燒彈。總重量較九一式穿甲彈略輕。

## 簡介
中日戰爭的經驗讓日軍重新檢討其戰艦防空火力的效能，在昭和14年（1939）所進行的艦隊防空演練對於現有彈種的防空能力出現質疑，為了讓對空攻擊更有效率，帝國海軍將戰艦主炮用標準榴彈（零式普通彈）的構型改造，換塞滿每顆直徑25 x 90公釐的鋁熱燃燒彈子彈頭，該燃燒彈材質為左右開洞的空心鋼筒，內填裝燃燒物質混合物（45%）、硝酸鋇（40%）、硫化橡膠（14.3%）、硫（0.5%）、硬脂酸（0.2%）；燃燒物質混合物的主要成分包括鎂（90%）、鋁（3%）、銅（3%）、鋅（2%）和矽（2%）。在各子彈頭之間會填充助燃物避免燃燒子彈頭未被點燃。三式彈使用可延時引爆的九一式引信控制啟爆時機，彈頭引信啟爆後，燃燒彈會受到筒旁兩側的開孔導入熱量開始燃燒，這些燃燒子彈頭可以產生為時5秒的攝氏3000度高溫。日軍認為這種燃燒子母彈產生的熱量足以燒灼破壞飛機蒙皮，進以破壞飛機。
對地射擊時，則換用觸發機制之傳統引信，在引信啟爆後的0.5秒內子彈頭將會自炮彈內釋放並爆炸，由於燃燒彈用的是鋼質外殼，爆炸效果即等同一般榴彈破片傷害，不過瓜達爾卡納爾島戰役中三式彈在攻擊亨德森機場時因為珊瑚礁土壤過軟讓引信沒有正常啟爆，成為未爆炸彈藥，美軍在該次戰役回收了少數三式彈進行研究。

## 效果
由於日本缺乏近接信管與雷達這類高技術裝備對抗空中目標，加上旗下驅逐艦隊設計目的大多是為了魚雷戰，因此比起盟軍驅逐艦的十項全能，防空能力不足是日本海軍大小船艦的普遍缺點，一般艦的防空半徑基本上不超過半徑10公里。故日本海軍在空中威脅下更需要長射程重型炮的遠程先期火力打擊，雖然西方飛行員認為這種炮彈只不過像爆竹一樣殺傷力有限，但是日本戰艦的艦長倒是很喜歡這種炮彈，他們對三式彈的肯定被寫入海軍的戰鬥詳報，但認為「三式彈在大口徑砲的使用效果絕佳，但是在20公分以下的火砲射擊時，則沒那麼有效果」，並強調「現在戰艦搭載的三式彈數量太少，希望能增加到現有配賦額的3倍」。戰爭末期戰艦出戰時的防空炮彈是以這種類炮彈作為主流，在1944年時，大和級戰艦的彈藥庫中有40%的彈藥是搭載三式彈；不過霰彈不像一般炮彈的火藥配方會特地提高燃點，鎂的特性有低燃點問題，只要炮彈儲存環境發生一些意外爆炸的連鎖反應的效果便不堪設想，因此陸奧號戰艦於太平洋戰爭末期的自爆事件也被懷疑與此有關。
此外，由於在戰爭末期日本將熟練技工抽調至前線補充人力耗損，導致後方製造工藝品管不佳的結果，三式彈的銅製彈帶會加速主砲膛線磨損，甚至破壞砲膛的情形。
三式彈最大的戰果是在1942年10月13日締造。日軍以金剛級戰艦金剛號、榛名號為主力的艦隊趁夜色開入亨德森機場附近，並在凌晨向機場投射了973發砲彈。徹底地將亨德森機場建好的2條跑道破壞、並燒毀了機場儲備的航空汽油，同時破壞了仙人掌航空隊所配備的48架戰鬥機，這對當時僅有90架戰機編制的瓜島盟軍陸基航空隊來說是相當沉重的戰損。

## 關連項目
- 九一式穿甲彈
- 零式通常彈